# 謝朗
謝朗（？－？），字長度，小名胡兒，陳郡陽夏（今河南周口太康）人，东晋政治人物。謝安二兄謝據的長子，母為太原王綏，官至東陽太守。「封胡羯末」四才子中的「胡」（封：謝韶。胡：謝朗。羯：謝玄。末：謝淵。皆小名）。

## 記載
朗少有文名，《世說新語·言語》篇引《續晉陽秋》稱他“文義艷發”，《文學》篇引《中興書》稱其“博涉有逸才”。 
記載在《世說新語》中：謝安在一個下雪天和子姪們討論文學大家用什麼可以比喻。謝安的姪子謝朗說道「撒鹽空中差可擬」，謝道韞則說：「未若柳絮因風起」，因謝道韞比喻精妙而受到眾人的稱許。

## 延伸阅读
[在维基数据编辑]
 《晉書·卷079》，出自房玄齡《晉書》

1. ↑  《世說新語注·文學-39》：謝氏譜曰：「朗父據，取太康【當作原】王韜女，名綏。」